# Nereide
Nereide so bile v grški mitologiji morske nimfe.
Po legendah naj bi bile Nereide hčerke Nereja in Doris. Pogosto spremljajo boga Pozejdona ter so zaščitnice mornarjev v nevihtah. Največkrat jih povezujejo z Egejskim morjem, kjer naj bi živele v srebrni jami. Najbolj znane nereide so bile Tetida, žena kralja Peleja in mati grškega junaka Ahila; Amfitrita, žena boga Pozejdona; ter Galatea, ljubica kiklopa Polifema.